# Oriol ventríloc
L'oriol ventríloc (Oriolus consobrinus) és un ocell de la família dels oriòlids (Oriolidae).

## Hàbitat i distribució
Habita boscos i selva del nord, centre i est de Borneo i petites illes properes, i les illes Palawan.